# Ida Slater
Ida Lilian Slater (1881 – 1969) fue una geóloga británica que hizo importantes contribuciones al estudio de los conularidos. Se le concedió conjuntamente con Helen Drew el Fondo Daniel Pidgeon (financiación concedida en 1907 y 1906 respectivamente) para realizar trabajos de campo investigando las rocas  paleozoicas de Gales.

## Trayectoria
Slater y Helen Drew llegaron a Newnham College, Cambridge en 1900 para estudiar geología.
Slater fue secretaria del Sedgwick Club de Cambridge en 1903. Parte de su formación como geóloga se desarrolló en el Sedgwick Club de Cambridge. Fue miembro desde el 6 de mayo de 1902 hasta 1905, y fue su secretaria honoraria desde mediados de 1903 hasta el 9 de febrero de 1904. Durante los últimos años de su carrera, asistió ocasionalmente a reuniones como visitante hasta el 27 de febrero de 1906 que fue su última asistencia registrada (cuadernos del Sedgwick Club, Archivos de la Universidad de Cambridge, Museo Sedgwick de Ciencias de la Tierra).
Slater colaboró con Gertrude Elles en la estratigrafía del Paleozoico Inferior (Elles y Slater 1906) de Gales.
Después de realizar algunas investigaciones, fue nombrada asistente de cátedra de Catherine Raisin, y su función era ayudar a administrar el departamento y los laboratorios, en las nuevas salas de laboratorio de geología y botánica (establecidas en 1897) en Bedford College (Londres) en 1910. Ocupó ese cargo durante dos años.
En 1910, Slater publicó los resultados de su investigación sobre el Paleozoico de Gales junto con Helen Drew.
Slater se casó con William Lees en 1912 en Hampstead.

## Publicaciones
- Drew, H. and Slater, I.L. 1910. Notes on the geology of the district of Llansawel, Carmarthenshire.
- Elles, G.L. and Slater, I.L. 1906. The highest Silurian rocks of the Ludlow district. Quarterly Journal of the Geological Society of London, 62, 195–221.
- Slater, Ida L. 1907. A monograph of British Conulariae. Monograph of the Palaeontographical Society. 40p., 5 leaves of plates: ill.; 28 cm.